# Barbara Korun
Barbara Korun, slovenska pesnica, pisateljica in esejistka * 23. maj 1963, Ljubljana.
Barbara Korun je pobudnica srečanj Pesnice o pesnicah in soustanoviteljica mednarodne literarne nagrade KONS. Delovala je tudi v krogu revije Apokalipsa.

## Življenje
Na ljubljanski Filozofski fakulteti je študirala slovenistiko in primerjalno književnost, diplomirala je leta 1988, nato poučevala slovenščino na ljubljanskih gimnazijah, od 2007 pa delala kot lektorica in dramaturginja v različnih gledališčih, trenutno je samozaposlena v kulturi in se ukvarja s pesništvom. Organizira Pesnice o pesnicah, mesečna srečanja, kjer predstavlja slovenske avtorice.
Njena mama Rosanda Sajko je bila radijska režiserka, oče Mile Korun gledališki režiser, sama pa je v gledališču delala kot lektorica in dramaturginja. Sodelovala je pri nastanku okoli 20 predstav.

## Delo
S pesništvom se je začela resneje ukvarjati v svojih tridesetih, čeprav je že svoja prva dela poskušala objaviti pri reviji Literatura. Njena lirika je zelo intimna, tudi erotična, a hkrati zelo razmišljujoča, saj se pogosto loteva temeljnih bivanjskih vprašanj. Njene pesmi so po njenih besedah vedno odziv na neki poziv, na nekaj, kar vidi ali prebere. Impulz nato v sebi nosi mesece ali leta, in ko se na njem nabere dovolj življenjskih izkušenj, nastane pesem. Do sedaj je izdala sedem pesniških zbirk: Ostrina miline, Zapiski iz podmizja, Razpoke, Pridem takoj, Čećica, motnjena od ljubezni, Vmes in Idioritmija.
Po izidu svoje prve knjige je začela nastopati kot recitatorka, moderatorka in mentorica pesniških delavnic, režirala je tudi monodramo po Cankarjevi noveli Gospa Judit. Nastopila je na najpomembnejših slovenskih literarnih festivalih ter na mnogih v tujini. Njene pesmi so izšle v petdesetih antologijah po svetu v štiriindvajsetih jezikih. Skupaj s priznanim tolkalcem Zlatkom Kaučičem se je lotila zvočne knjige Kosovelovih pesmi, ki je izšla leta 2006. Je tudi soustanoviteljica Mednarodne literarne nagrade KONS (poleg Taje Kramberger in Tatjane Jamnik) in vodi redna mesečna srečanja Pesnice o pesnicah v Hostlu Celica, kjer pesnice sistematično spremljajo, berejo in komentirajo aktualno produkcijo svojih kolegic. Čečica, motnjena od ljubezni je njena peta pesniška zbirka, izdana leta 2014, ki je nastala v okviru Postaja Topolovo, umetniškega festivala, ki ga v odročni beneškoslovenski vasi Topolovo/Topolove prirejajo tamkajšnji domačini. Leta 2020 je za svoje literarno delo in pokončno držo dobila nagrado mira. V začetku aprila 2021 pa je izšla njena zadnja zbirka Idioritmija. Zbirka je bila v letu 2021 nominirana za Jenkovo nagrado.

### Poezija
- Ostrina miline (1999),
- Zapiski iz podmizja (2003),
- Razpoke' (2004),
- Pridem takoj (2011),
- Čećica, motnjena od ljubezni (2014).
- Vmes (2016)
- Idioritmija (2021)
- Vnazaj (2024)

### Prevodi
- Chasms, UT-Chattanooga, USA (2003),
- Song of Earth and Light, Southword Editions, Ireland (2005),
- Krilati šum, Naklada Lara, Zagreb (2008),
- Tijelo od riječi (izbor), Naklada Tugra, Sarajevo (2008),
- New European poets, Graywolf Press, USA (2008),
- Marsipaania – valikoima slovenialaista runoutta, Helsinki: Ilmestyy huhtikuussa, Mansarda (2009),
- Europe … a poem. Ein deutch/englischer Katalog, Kulturhauptstadt Europas RUHR (2010),
- Berin, Odysseus und die nacht. Anthologie, KUD Police Dubove in LD IA (2010),
- Pukotine, Naklada Lara, Zagreb (2011),
- Šestnajst slovenskih pesnic / Szesnaście poetek słoweńskich, DSP (Litterae Slovenice) (2011),
- Poiein Almanak 2010, Eksodeis Metronomos, Athens, Greece (2011),
- Tuk glatka, tam glatka. Savremenna slovenska poezija, Fakel, Sofija, Bolgarija (2011),
- Oštrina miline, Naklada Lara, Zagreb (2012),
- Poetas Eslovenos e Portugueses do Sécolo XX / Slovenski in portugalski pesniki XX. stoletja, Guimaraes, evropska prestolnica kulture (2012),
- Voglio parlare di te notte - Monologhi, Baronissi, Italija (2013),
- Portret kobiecy w odwróconej perspektywie, 12 poetek z Czech, Słowenii i Ukrainy, FA-art, Katowice, Poljska (2013),
- Antologija na sovremenata slovenečka poezija, Struga: Struški večeri na poezijata (2013),
- Padesáti hlasy hovořím / S petdesetimi glasovi govorim, Nakladatelství Petr Štengl, Praha / Praga (2013).

### Zvočna knjiga
- Vibrato tišine, CD s pesmimi Srečka Kosovela in glasbo Zlatka Kaučiča (2006).

## Nagrade
- Nagrada Slovenskega knjižnega sejma za najboljši prvenec (Za Ostrino miline), 1991
- Nagrada zlata ptica za literaturo (za  objavo cikla pesmi Monologi v več jezikih), 2010
- Veronikina nagrada (za Pridem takoj), 2011
- Nominacija za kritiško sito, 2011
- Premio Nazionale 'Leandro Polverini', poesia intimista, 2014
- Regina Coppola (Baronissi, 2016) – za kombinacijo literarnih dosežkov in družbenega angažmaja
- Nagrada Mira, 2020
- Cankarjeva nagrada (2025) – za pesniško zbirko Vnazaj